# Autoridad portuaria (España)

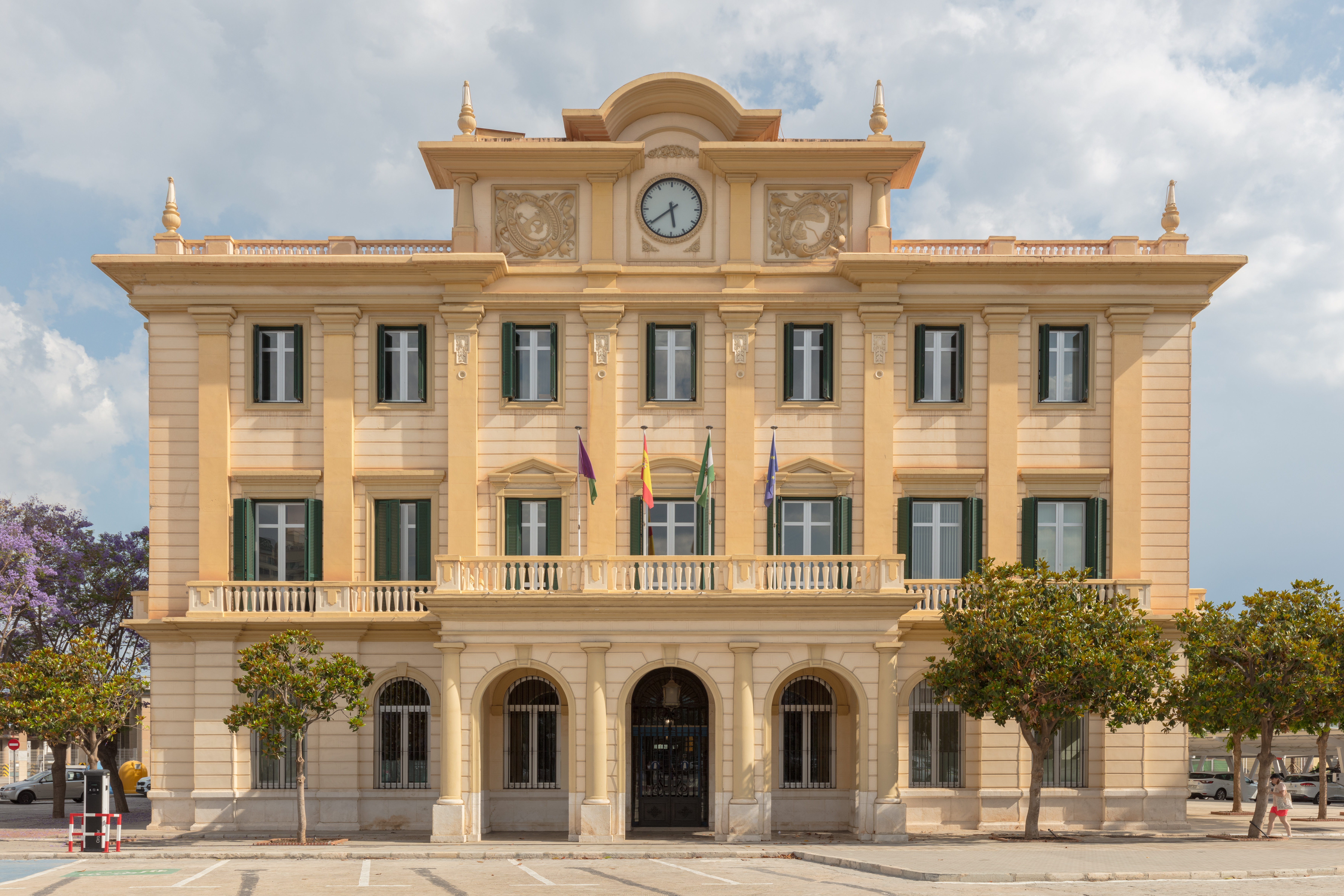
Edificio de la autoridad portuaria en Málaga.

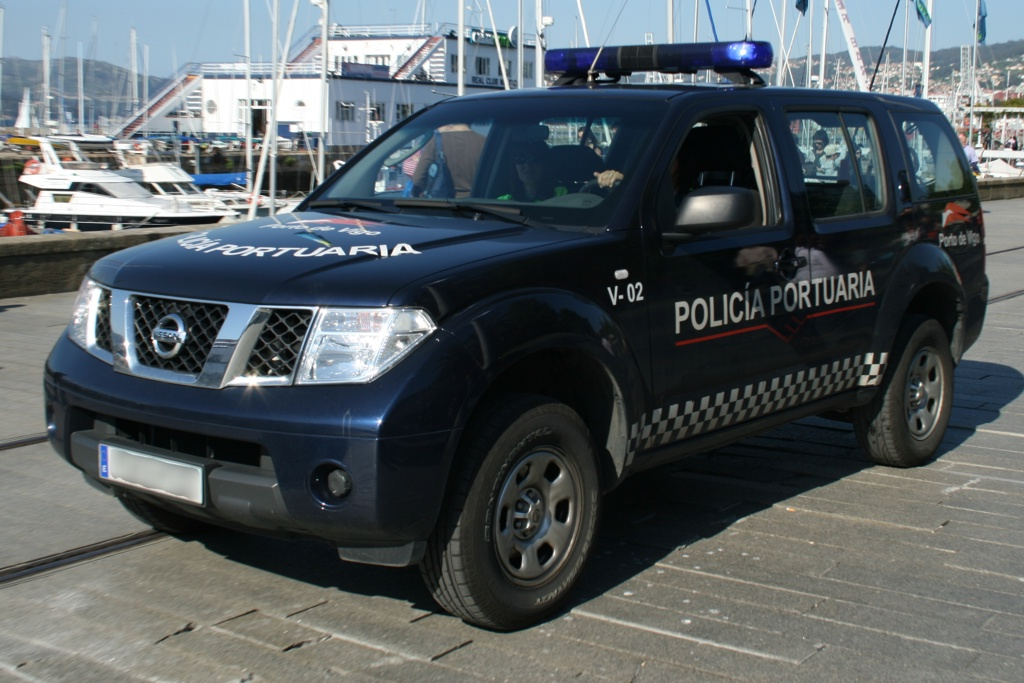
Policía portuaria de Vigo.

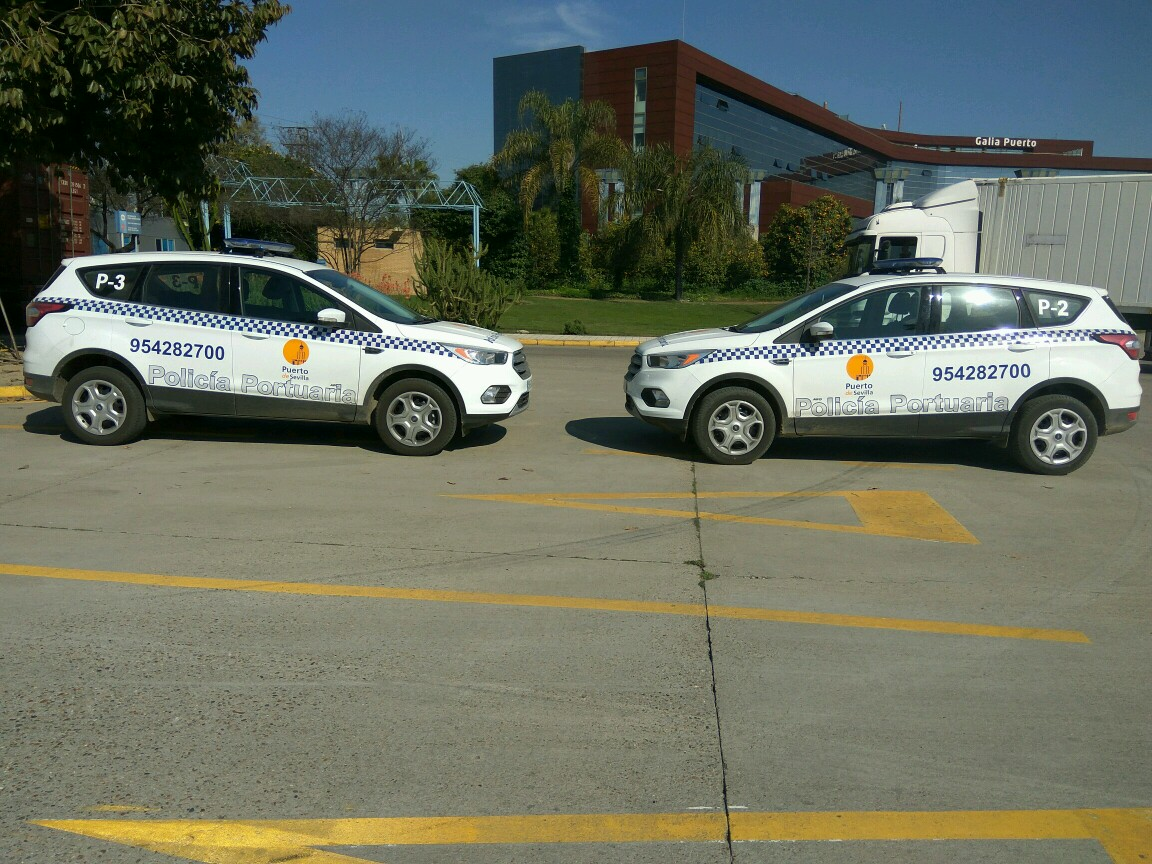
Policía portuaria de Sevilla.

La autoridad portuaria es un tipo de organismo público español adscrito al Ministerio de Fomento. Existen actualmente 28 autoridades portuarias que gestionan los 46 puertos marítimos españoles de interés general, bajo la coordinación del ente público Puertos del Estado.
Cada Autoridad Portuaria gestiona un puerto o varios puertos españoles, desarrolla sus funciones bajo el principio general de autonomía funcional y de gestión, sin perjuicio de las facultades atribuidas al Ministerio. Su actuación se sujeta al ordenamiento jurídico privado, incluso en las adquisiciones patrimoniales y contratación, salvo en el ejercicio de las funciones de poder público que el Ordenamiento les atribuye. El acceso como empleado se rige por el derecho público y se han de respetar los principios de igualdad, mérito y capacidad exigidos para la función pública y se ha de realizar mediante convocatoria pública.

## Funciones de las Autoridades Portuarias
Las Autoridades Portuarias están definidas en la Ley de Puertos del Estado y Marina Mercante (Real decreto Legislativo 2/2011, de 5 de septiembre, Texto Refundido de la Ley de Puertos del Estado y de la Marina Mercante) de España. 
Los objetivos de las autoridades portuarias son entre otros:
- La prestación de los servicios portuarios generales y la autorización y control de los servicios portuarios básicos
- Ordenación de la zona de servicio del puerto y de los usos portuarios.
- Planificación, proyecto, construcción, conservación y explotación de las obras y servicios del puerto y de las señales marítimas.
- Gestión del dominio público portuario y de las señales marítimas.
- Gestión económica del patrimonio y recursos del puerto.
- Fomento de actividades industriales y comerciales relacionadas con el tráfico marítimo o portuario.
- Coordinación de las operaciones de las distintas modalidades de transporte en el espacio portuario.

## Autoridades portuarias
Las 28 autoridades portuarias son:
| - AP La Coruña - AP Alicante - AP Almería - AP Avilés - AP Baleares - AP Barcelona - AP Bilbao - AP Cartagena - AP Castellón - AP Ceuta - AP Ferrol-San Ciprián - AP Gijón - AP Huelva - AP Bahía de Algeciras | - AP Bahía de Cádiz - AP Las Palmas - AP Málaga - AP Marín y Ría de Pontevedra - AP Melilla - AP Motril - AP Pasajes - AP Santa Cruz de Tenerife - AP Santander - AP Sevilla - AP Tarragona - AP Valencia - AP Vigo - AP Villagarcía de Arosa |